# Шона Грант
Шо́на Грант (англ. Shauna Grant), настоящее имя — Ко́ллин Мари́ Эпплге́йт (англ. Colleen Marie Applegate; род. 30 мая 1963 года, Беллфлауэр, Калифорния, США — ум. 23 марта 1984 года, Палм-Спрингс, Калифорния, США) — американская порноактриса и фотомодель. Она покинула свой маленький городок в Миннесоте, чтобы перебраться в Лос-Анджелес и в течение всего лишь двухлетней карьеры в порно запомниться зрителям и получить признание критики. За это время она заработала около 100 000 долларов, а также вирус герпеса и один аборт, снявшись чуть более чем в 30 фильмах.

## Биография
Шона родилась в городке Бэллфлауэр, однако свои детство и юность провела в Фармингтоне, небольшом провинциальном городке, куда её семья переехала в 1973 году, после того как отец Шоны получил новое назначение на руководящую должность в Центральной Телефонной Компании Миннесоты. В своей школе Шона была участницей группы поддержки (чирлидеры). Её выпускной состоялся в 1981 году. После окончания школы она ещё некоторое время жила в Фармингтоне, работая сначала кассиром, а затем приёмщицей в ремонтном отделе телефонной компании. По-видимому, такой образ жизни не мог удовлетворить её амбиций, так как в одну из ночей декабря 1981 года Шона выпивает пригоршню таблеток, пытаясь покончить с собой. Её спасают, однако окружающие полагают, что она всего лишь хочет привлечь к себе внимание. Её отец (Фил Эпплгейт) в интервью PBS' Frontline, выпуск «Смерть порнокоролевы», признался, что никогда всерьез не говорил с дочерью о её попытке суицида, они с мамой Шоны (Карен Эпплгейт), действительно не придали этому случаю большого значения. Даже на консультации у семейного психолога этот вопрос не обсуждался.
В марте 1982 года, после того как слухи о её попытке суицида распространились по городу, Шона простилась с Фармингтоном и сбежала со своим другом Майком Марселем в Калифорнию.

### Карьера порноактрисы
Пара прибыла в Лос-Анджелес, Шона и Марсель в течение месяца безуспешно пытались найти работу, затем Марсель увидел рекламу World Modeling Agency — агентства, которое набирало моделей для, как это было лукаво написано, «натурного позирования».
Джим Саут, владелец агентства, по-достоинству оценил внешность Шоны и устроил ей фотосессию с легендой софт-корного порно Стефеном Хиксом, чьи работы часто мелькали в Пентхаус.
Позже Хикс вспоминал об этой фотосессии так:
```
"Вы знаете, я имел дело со множеством девушек, только вступающих в этот бизнес, 
множеством молодых девушек, множеством провинциальных девчонок, 
Коллин была такой невероятно молодой и такой невероятно наивной.
Её личность совершенно не вязалась со стилем Лос-Анджелеса".
```

```
"I deal with a lot of girls who are new in the business, 
a lot of young girls and a lot of girls from out of town. 
Colleen was so incredibly young and naive. She was completely un-hip and non-L.A."
```

Её внешность и образ соседской девчонки вскоре привлёк к ней внимание и других журналов для взрослых. Её снимки появились в Хастлер и Пентхаус. Хикс советовал Шоне как можно скорее оставить обнаженное моделирование, так как по его словам, «когда все используют её у неё не останется другого выбора, кроме как хард-корное порно».
Хикс:
```
"Вы знаете, к вам приходит такая обычная девушка, вроде тех, 
что стоят кассирами в 
Макдоналдсе
 или обувном, за минимальную зарплату,
и вдруг, в одно мгновение, она получает возможность подняться, 
стоять перед камерой и толпой людей, говорящих ей, что она красива,
и зарабатывать за один день столько же, сколько раньше за три недели, 
и..хм они меняются. Они меняются. И это печально".
```

```
"You know, you take a typical girl that's used to working at McDonald's or at 
a shoe store, where she's used to making a     minimum wage, and suddenly  
she's    given the opportunity to get made up, and be in front 
of people who tell her she's beautiful,  and make as much money in a day as 
she was making in three weeks and, um, they change. They change. And that's sad."
```

Спустя некоторое время Шона уже снимается в хард-корной фотосессии у Сузи Рэндэлл.
Её отношения с Марселем не выдерживают этого испытания, Марсель вступает в ряды армии США. Но перед этим он уведомляет семью Шоны, что она связалась с порнодельцами, семья Шоны огорчена и подавлена свалившимся на них позором.
Шона продолжает сниматься; один за другим выходят её фильмы, зачастую с сюжетом, её зарплата растёт с 300 до примерно 1500 долларов в день.
Вне своей экранной жизни она разъезжает в лимузинах и останавливается в первоклассных отелях, у неё есть личный стилист и партнер по употреблению кокаина Лори Смит.
На проходящей в марте 1984 года Erotic Film Awards у неё три номинации.
Несмотря на отличные внешние данные, у Шоны возникали проблемы с новыми ролями из-за пристрастия к кокаину и отсутствия «энтузиазма» в постельных сценах. Она даже приобрела кличку «Applecoke» (образовано от её фамилии и слова кока) и репутацию эксцентричной особы.

### Жизнь после порно
Шона была ещё совсем юной по меркам порноиндустрии, когда внезапно решила оставить съемки. За свою короткую карьеру она имела секс на экране с 37 партнерами, успела заразиться герпесом и сделать аборт. В целом индустрия кино для взрослых оставила у неё тяжелое, неприятное впечатление.
Она нашла себе нового приятеля, вдвое её старше, — 44 летнего Джека Элрича, промышлявшего по данным полиции торговлей кокаином и имевшего длинный послужной список арестов в штате Калифорния. Элрич также владел магазином кожгалантереи, которым стала заправлять Шона, более ей не нужно было сниматься, да и постоянный источник кокаина был рядом.
Однако уже в феврале 1984 Элрича арестовывают и приговаривают к пяти годам лишения свободы, он отбывает свой срок в Чино, Калифорния.
Но всё не так уж плохо складывается для Шоны, на 8-й церемонии вручения наград от Американской Ассоциации фильмов для взрослых она — ведущая со множеством номинаций, а за её столом сидит сам Фрэнсис Форд Коппола. В тот вечер она снова соглашается поучаствовать в съемках — впервые за 10 месяцев. У неё есть и другие возможности наладить жизнь, например, вернуться в Миннесоту, где у неё тоже был парень (они познакомились во время её краткого пребывания на малой родине, несколькими месяцами ранее), и родители, готовые оплатить её колледж, но судьба готовила ей иную участь.

### Смерть
23 марта 1984 Шона покончила с собой, выстрелив в голову из винтовки патроном 22-го калибра. Это случилось около 7 часов вечера, выстрел был произведен с такой близкой дистанции, что пуля прошла голову навылет и далее в стену, согласно полицейским отчётам. Её фактически уже мёртвое тело было доставлено в Пустынный госпиталь (Desert Hospital), где системы поддержания жизни были отключены два дня спустя.
Церемония прощания с Шоной состоялась 28 марта 1984 года в церкви св. Михаила, в центре Фармингтона. Её коллеги по ремеслу не присутствовали, справедливо полагая, что это только усилит боль семьи Шоны. Она была похоронена в одежде своего любимого цвета — розового.
Расследование установило, что незадолго до гибели Шоне звонили с угрозами партнеры Элрича, якобы были очевидцы, которые видели неизвестных, входивших в дом Шоны в тот день. Однако эти предположения так и остались версиями, никто не был задержан в связи с её смертью. И по всей видимости теории заговора выглядят не очень убедительно, принимая во внимание предыдущую попытку самоубийства и злоупотребление кокаином Шоной.

## В популярной культуре
- Сюжет фильма «Разбитая невинность» отталкивается от биографии Шоны Грант, но с её реальной жизнью сходств имеет мало.
- У музыканта Клауса Флорайда[англ.] в его альбоме «The Light Is Flickering» 1991 года выпуска есть песня о Грант — «Dancing with Shauna Grant».

## Дальнейшее чтение
- Johnson, Thomas S. Feeding on Shauna Grant: Ritual Cannibalism in Two Documentary Retrospectives. Journal of Popular Culture. Vol. 36, no. 1. pp. 25–43.
- London, Michael (6 мая 1984). The Death of Colleen. Los Angeles Times. pp. R3 – R9.
- London, Michael (13 мая 1984). Death of a Dream. The Milwaukee Journal. p. 1.
- London, Michael (19 мая 1984). Small-Town Girl Meets Death in Porn World. Syracuse Post-Standard. p. A-9. Reprinted from The Los Angeles Times.
- McNeil, Legs (2004). Shattered Innocence (Los Angeles/Farmington, Minnesota, 1983–1984. The Other Hollywood, The Uncensored Oral History of the Porn Film Industry. Regan Books, Harper Collins. pp. 359–370.
- Patrick, Riley. Shauna Grant (неопр.). — Prometheus Books[англ.], 1997. — С. 612—613.
- Rosenberg, Howard (16 июня 1987). Porn Queen: Uplifting and Sad Documentary. Syracuse Post-Standard. p. D-7. Reprinted from The Los Angeles Times.